# Belemnocoris
Belemnocoris is een geslacht van wantsen uit de familie van de Reduviidae (Roofwantsen). Het geslacht werd voor het eerst wetenschappelijk beschreven door Miller in 1952.

## Soorten
Het genus bevat de volgende soorten:

- Belemnocoris beloti (Schouteden, 1951)
- Belemnocoris montisfelis Miller, 1952
- Belemnocoris natalensis Miller, 1952